# Ormyrus
Ormyrus is een geslacht van vliesvleugeligen uit de familie Ormyridae. De wetenschappelijke naam van dit geslacht is voor het eerst geldig gepubliceerd in 1832 door Westwood.

## Soorten
Het geslacht Ormyrus omvat de volgende soorten:
- Ormyrus absonus Narendran, 1999
- Ormyrus acylus Hanson, 1992
- Ormyrus aeros Narendran, 1999
- Ormyrus alus Narendran, 1999
- Ormyrus ardahanensis (Doganlar, 1991)
- Ormyrus aridus Zerova, 2005
- Ormyrus asiaticus Narendran, 1999
- Ormyrus australiensis Girault, 1915
- Ormyrus australis Risbec, 1957
- Ormyrus badius De Stefani, 1898
- Ormyrus benazeer Narendran, 1999
- Ormyrus benjaminae Narendran, 1999
- Ormyrus bicarinatus Girault, 1915
- Ormyrus bicolor Zerova, 2006
- Ormyrus bicoloripes Girault, 1915
- Ormyrus bingoeliensis Doganlar, 1991
- Ormyrus borneanus Narendran, 1999
- Ormyrus bouceki Narendran, 1999
- Ormyrus brasiliensis Ashmead, 1904
- Ormyrus bucharicus Zerova, 1985
- Ormyrus burwelli Narendran, 1999
- Ormyrus caeruleus Walker, 1850
- Ormyrus calycopteridis Narendran, 1999
- Ormyrus capsalis Askew, 1994
- Ormyrus carinativentris Girault, 1915
- Ormyrus chalybeus (Ratzeburg, 1844)
- Ormyrus chevalieri (Risbec, 1955)
- Ormyrus cingulatus (Förster, 1860)
- Ormyrus classeyi Narendran, 1999
- Ormyrus coccotori Yao & Yang, 2004
- Ormyrus cosmozonus Förster, 1860
- Ormyrus crassus Hanson, 1992
- Ormyrus cubitalis Narendran, 1999
- Ormyrus cupreus Askew, 1998
- Ormyrus curiosus Narendran, 1999
- Ormyrus dahmsi Narendran, 1999
- Ormyrus desertus Zerova & Dawah, 2003
- Ormyrus destefanii Mayr, 1904
- Ormyrus diffinis (Fonscolombe, 1832)
- Ormyrus discolor Zerova, 2005
- Ormyrus distinctus Fullaway, 1912
- Ormyrus diversus Narendran, 1999
- Ormyrus dryorhizoxeni Ashmead, 1885
- Ormyrus ermolenkoi Zerova, 2006
- Ormyrus eugeniae Risbec, 1955
- Ormyrus fernandinus Nieves-Aldrey, Hernández & Gómez, 2007
- Ormyrus ferus Narendran, 1999
- Ormyrus flavipes Boucek, 1981
- Ormyrus flavitibialis Yasumatsu & Kamijo, 1979
- Ormyrus gopii Narendran, 1999
- Ormyrus gratiosus (Förster, 1860)
- Ormyrus halimodendri Zerova, 1985
- Ormyrus hansoni Narendran, 1999
- Ormyrus harithus Narendran, 1999
- Ormyrus harongae (Risbec, 1952)
- Ormyrus hebridensis Narendran, 1999
- Ormyrus hegeli (Girault, 1917)
- Ormyrus hongkongensis Narendran, 1999
- Ormyrus ibaraki Zerova, 2006
- Ormyrus ignotus Narendran, 1999
- Ormyrus kalabak Narendran, 1999
- Ormyrus kama Narendran, 1999
- Ormyrus kamijoi Narendran, 1999
- Ormyrus kazovaensis (Doganlar, 1991)
- Ormyrus keralensis Narendran & Abdurahiman, 1990
- Ormyrus labotus Walker, 1843
- Ormyrus laccatus Zerova, 1985
- Ormyrus lanatus Zerova, 1985
- Ormyrus langlandi Girault, 1920
- Ormyrus laosensis Narendran, 1999
- Ormyrus lepidus Narendran, 1999
- Ormyrus lini Chen, 1999
- Ormyrus longicaudus Narendran, 1999
- Ormyrus longicornis Boucek, 1969
- Ormyrus maai Narendran, 1999
- Ormyrus macaoensis Narendran, 1999
- Ormyrus malabaricus Narendran, 1999
- Ormyrus mareebensis Narendran, 2001
- Ormyrus monegricus Askew, 1994
- Ormyrus negriensis Narendran, 1999
- Ormyrus nishidai Narendran, 1999
- Ormyrus nitidulus (Fabricius, 1804)
- Ormyrus nkoloensis Rasplus, 2011
- Ormyrus noyesi Narendran, 1999
- Ormyrus oranensis (Erdös, 1964)
- Ormyrus orientalis Walker, 1871
- Ormyrus ornatus (Risbec, 1951)
- Ormyrus orupol Narendran, 1999
- Ormyrus papaveris (Perris, 1840)
- Ormyrus papuanicus Narendran, 1999
- Ormyrus parvulus Zerova, 1985
- Ormyrus philippinensis Hedqvist, 1968
- Ormyrus pomaceus (Geoffroy, 1785)
- Ormyrus reticulatus Hanson, 1992
- Ormyrus retusae Narendran, 1999
- Ormyrus rosae Ashmead, 1885
- Ormyrus rufimanus Mayr, 1904
- Ormyrus salmanticus Nieves Aldrey, 1984
- Ormyrus sarnesi Narendran, 1999
- Ormyrus sculptilis Crosby, 1909
- Ormyrus secus Narendran, 1999
- Ormyrus sedlaceki Narendran, 1999
- Ormyrus setosus Hanson, 1992
- Ormyrus sheelae Narendran, 1999
- Ormyrus shonus Narendran, 1999
- Ormyrus silvae Girault, 1925
- Ormyrus similis Zerova, 1985
- Ormyrus solitarius (Olivier, 1791)
- Ormyrus speculifer Erdös, 1946
- Ormyrus stom Narendran, 1999
- Ormyrus striatus Cameron, 1907
- Ormyrus subconicus Boucek, 1981
- Ormyrus sydneyensis Narendran, 1999
- Ormyrus tanus Narendran, 1999
- Ormyrus tenompokus Narendran, 1999
- Ormyrus tenuis Hanson, 1992
- Ormyrus thymus Girault, 1917
- Ormyrus tschami (Doganlar, 1991)
- Ormyrus turio Hanson, 1992
- Ormyrus unfasciatipennis Girault, 1917
- Ormyrus unimaculatipennis Girault, 1916
- Ormyrus vacciniicola Ashmead, 1887
- Ormyrus venustus Hanson, 1992
- Ormyrus versicolor Förster, 1860
- Ormyrus violaceus Förster, 1860
- Ormyrus wachtli Mayr, 1904
- Ormyrus watshami Boucek, 1981
- Ormyrus williamsi Narendran, 1999
- Ormyrus yemensis Narendran, 2007
- Ormyrus yeschilirmaka (Doganlar, 1991)
- Ormyrus zamoorini Narendran, 1999
- Ormyrus zandanus Narendran, 1999
- Ormyrus zoae Zerova, 2005